# Angus Calder
Pour les articles homonymes, voir Calder.
Angus Lindsay Ritchie Calder (5 février 1942 – 5 juin 2008) est un écrivain, historien et poète écossais. Étudiant initialement la littérature anglaise, il s'intéresse de plus en plus à l'Histoire politique et écrit en 1969 une étude historique sur la Grande-Bretagne pendant la Seconde Guerre mondiale intitulée The People's War. Il écrit par la suite plusieurs autres ouvrages historiques, mais s'intéresse de plus en plus à la littérature et à la poésie et travaille principalement comme écrivain, tout en occupant souvent plusieurs postes d'enseignant universitaire. Socialiste, il est un éminent intellectuel public écossais dans les années 1970 et 1980.

## Jeunesse
Angus Calder est né à Londres le 5 février 1942 dans une importante famille écossaise de gauche. Son père Ritchie Calder (1906-1982), est un socialiste et pacifiste réputé, devenu célèbre pour son travail de journaliste et d'écrivain scientifique. Il est le frère de Nigel Calder, du mathématicien Allan Calder, de l'éducateur Isla Calder (1946-2000) et de l'enseignante Fiona Rudd (née Calder).
Angus Calder étudie la littérature anglaise au King's College de Cambridge. Il obtient un doctorat de l'Université du Sussex en 1968 sur la politique au Royaume-Uni pendant la Seconde Guerre mondiale, intitulé « Le Parti de la richesse commune, 1942-1945 », qui étudie le parti politique du même nom. À l’époque, les recherches universitaires sur le conflit sont rares car les documents gouvernementaux ne sont pas disponibles en vertu de la règle des cinquante ans. En conséquence, Calder travaille en étroite collaboration avec Paul Addison, un autre historien ayant des intérêts de recherche similaires. Ensemble, Addison et Calder utilisent largement les archives récemment découvertes de Mass-Observation pour examiner l'opinion publique britannique. Calder joue un rôle déterminant dans la création des archives d'observation de masse dans le Sussex en 1970, en collaboration avec Asa Briggs.

## La guerre populaire
Calder est chargé d'écrire une histoire générale du front intérieur britannique par l'éditeur Jonathan Cape alors qu'il travaille encore sur sa thèse de doctorat. Cela aboutit à The People's War, publié pour la première fois en 1969. Le travail a un ton académique et couvre largement l’histoire politique et sociale de l’époque. Il critique les mythes de propagande persistants sans être polémique et connait un énorme succès. Il a par la suite été qualifié de « révolutionnaire » .
The People's War est bien accueilli et remporte le prix littéraire John Llewellyn Rhys. Bien que sa thèse n’ait pas été largement adoptée dans le monde universitaire, elle se révèle extrêmement influente en tant qu’histoire populaire. Richard Eyre déclare qu'il "pourrait citer une vingtaine d'œuvres, films, télévision et théâtre qui sont issues essentiellement du livre d'Angus Calder". Parmi ceux qui auraient été influencés par cette œuvre figurent le dramaturge David Hare et le futur Premier ministre Gordon Brown.
Calder commence à douter de plus en plus de sa propre thèse au cours des décennies suivantes. Bon nombre de ses conclusions originales sont révisées dans son ouvrage The Myth of the Blitz (1991). Selon Addison, cette réévaluation est encouragée par la répulsion de Calder envers le nationalisme chauvin qui accompagne la guerre des Malouines de 1982 et le thatchérisme. Tous deux s’inspirent en partie de la mémoire collective de la « Guerre populaire » que Calder a lui-même popularisée.

## Littérature et poésie
À la suite du succès de The People's War, Calder revient de plus en plus à ses intérêts pour la Littérature et la poésie. En 1971, il s'installe à Édimbourg où il publie Russia Discovered, une étude de la fiction russe du XIXe siècle en 1976, et, trois ans plus tard, devient professeur d'art à l'Open University. Il enseigne ensuite partout dans le monde, donnant des conférences en littérature dans plusieurs universités africaines et de 1981 à 1987 est co-éditeur du Journal of Commonwealth Literature.
Calder est une figure omniprésente sur la scène littéraire écossaise, écrivant des essais et des articles, des livres sur Byron et T. S. Eliot et travaillant comme éditeur de recueils de poésie et de prose. Il rédige également des introductions à de nouvelles publications d'ouvrages aussi divers que Great Expectations, Old Mortality de Walter Scott, Seven Pillars of Wisdom de Thomas Edward Lawrence, la trilogie Sword of Honor d'Evelyn Waugh et The Life of Samuel Johnson de James Boswell. En 1981, il publie Revolutionary Empire (1981), une étude de trois siècles de développement impérial par les anglophones jusqu'à la fin du XVIIIe siècle. Revolving Culture: Notes from the Scottish Republic est un recueil d'essais sur des sujets écossais qui s'expriment à travers les écrits de personnalités telles que Robert Burns et Scott et dans des gestes de realpolitik tels que la répression des « jacobites » pendant la Révolution française. En 1984, Calder contribue à la création de la bibliothèque de poésie écossaise à Édimbourg et en est le premier organisateur. Il travaille également comme éditeur de la prose de Hugh MacDiarmid. Calder remporte le Prix Eric-Gregory pour sa poésie en 1967.

## Politique
Nationaliste et socialiste, il passe du Parti national écossais (SNP) au Parti socialiste écossais et, bien qu'il chérisse l'esprit républicain écossais, il cherche à remettre en question certains des mythes populaires entourant le sentiment d'identité nationale du pays. Dans Revolving Culture: Notes from a Scottish republic (1992), il décrit le développement, au cours des premières étapes de l'Union avec l'Angleterre, d'une « république intellectuelle » forgée par une combinaison d'insularité et de manque d'intérêt anglais pour les affaires écossaises. En 1997, il édite Time to Kill — the Soldier's Experience of War in the West 1939-1945 avec Paul Addison ; Scotlands of the Mind (2002); Disasters and Heroes: On War, Memory and Representation (2004) ; et Gods, Mongrels and Demons: 101 Brief but Essential Lives (2004), un recueil de biographies de « créatures qui ont élargi mon sens des potentialités, à la fois comiques et tragiques, de la nature humaine ». Les questions d’identité nationale écossaise prennent une importance croissante dans les années 1980 et Calder participe au débat. Un « ethos social écossais » distinctif influence les activités d'éminents Écossais dans les années de l'Empire, lorsqu'ils avaient investi massivement dans le concept de britannicité, bien qu'il aurait estimé que les Écossais s'étaient mêlés de manière beaucoup plus excessive au sentiment d'identité anglais que les Écossais.

## Vie privée
Sa première épouse Jennifer Daiches, est la fille du critique littéraire écossais David Daiches, avec qui Calder collabore à un livre sur Walter Scott en 1969. Les Calder ont deux filles, Rachel et Gowan, et un fils, Gideon. Son premier mariage prend fin en 1982 ; il épouse Kate Kyle en 1986, avec qui il a un fils, Douglas, né en 1989. Il prend une retraite anticipée de l'Open University en 1995.
Calder est décédé d'un Cancer du poumon le 5 juin 2008, à l'âge de 66 ans. Au cours des dernières semaines de sa vie, le poète Richard Berengarten et son fils Gideon Calder éditent un recueil d'écrits et de croquis pour et sur lui, paru juste après sa mort.

### Histoire et critique littéraire
- The People's War: Britain, 1939–45. London: Jonathan Cape, 1969.
- Scott, with Jenni Calder. London: Evans, 1969.
- Russia Discovered: Nineteenth Century Fiction from Pushkin to Chekhov. London: Heinemann, 1976.
- Revolutionary Empire: The Rise of the English-Speaking Empires from the Fifteenth Century to the 1780s. London: Jonathan Cape, 1981.
- T. S. Eliot. Brighton: Harvester, 1987.
- Byron. Buckingham: Open University Press, 1987.
- The Myth of the Blitz. London: Jonathan Cape, 1991.
- Revolving Culture. London: I.B. Tauris, 1994.
- Scotlands of the Mind. Edinburgh: Luath Press, 2002.
- Disasters and Heroes: On War, Memory and Representation. Cardiff: University of Wales Press, 2004.
- Gods, Mongrels and Demons: 101 Brief but Essential Lives. London: Bloomsbury, 2004.

### Poésie
- Waking in Waikato. Edinburgh: diehard, 1997.
- Horace in Tollcross: Eftir some odes of Q. H. Flaccus. Newtyle: Kettilonia, 2000.
- Colours of Grief. Nottingham: Shoestring, 2002.
- Dipa's Bowl. London: Aark Arts, 2004.
- Sun Behind the Castle: Edinburgh Poems. Edinburgh: Luath Press, 2004.

### Recueils édités: poésie et prose
- La Grande-Bretagne en guerre, 1942 . Londres : Jonathan Cape, 1973.
- (avec Andrew Gurr (en)) Writers in East Africa. Nairobi : Bureau de littérature d'Afrique de l'Est, 1974.
- (avec Jack Mapanje et Cosmo Pieterse). Summer Fires: New Poetry of Africa. Londres : Heinemann, 1983.
- (avec Gabriele Bok) Englische Lyrik 1900–1980. Leipzig : Reclam, 1983.
- (avec Dorothy Sheridan) Speak for Yourself: A Mass Observation Anthology. Londres : Jonathan Cape, 1984.
- Byron and Scotland: Radical or Dandy?, Presse universitaire d'Édimbourg, 1989, (ISBN 9780852246511).
- (avec William Donnelly) Selected Poetry par Robert Burns. Harmondsworth : Pingouin, 1991.
- (avec John M. Mackenzie et Jeanne Cannizzo) David Livingstone and the Victorian Encounter with Africa. Londres : National Portrait Gallery, 1996.
- (avec Paul Addison) Time to Kill: The Soldier's Experience of War in the West, 1939–45. Londres : Pimlico, 1997.
- (avec Glen Murray et Alan Riach) The Rauchle Tongue : Selected Essays, Journalism and Interviews par Hugh MacDiarmid (3 vols). Manchester : Carcanet, 1997-1998.
- Wars . Harmondsworth : Pingouin, 1999.
- Selected Poems de Robert Louis Stevenson. Harmondsworth : Pingouin, 1999.
- (avec Beth Junor) The Souls of the Dead are Taking the Best Seats: 50 World Poets on War. Édimbourg : Luath Press, Édimbourg, 2005.

## Sources
- Addison, « Angus Calder (1942-2008) », History Workshop Journal, vol. 70, no 70,‎ 2010, p. 299–304 (DOI 10.1093/hwj/dbq037, JSTOR 40981179)
- « Angus Calder », The Guardian,‎ 10 juin 2008 (lire en ligne, consulté le 6 décembre 2018)
- « Historian who debunked second world war's myths », The Financial Times,‎ 20 juin 2008 (lire en ligne, consulté le 6 décembre 2018)
- (en) « Calder, Angus Lindsay Ritchie », dans Oxford Dictionary of National Biography, Oxford University Press